# Atlascopcosaurus loadsi
Atlascopcosaurus loadsi Rich and Vickers-Rich, 1989 [nomen dubium] è un dinosauro ornitopode vissuto nel Cretaceo inferiore, i cui resti fossili sono stati rinvenuri nello Stato di Victoria (Australia).

## Etimologia
Il nome si riferisce all'Atlas Copco Corporation, che nel 1989 aiutò nell'escavazione dell'esemplare tipo (una mascella).

## Descrizione

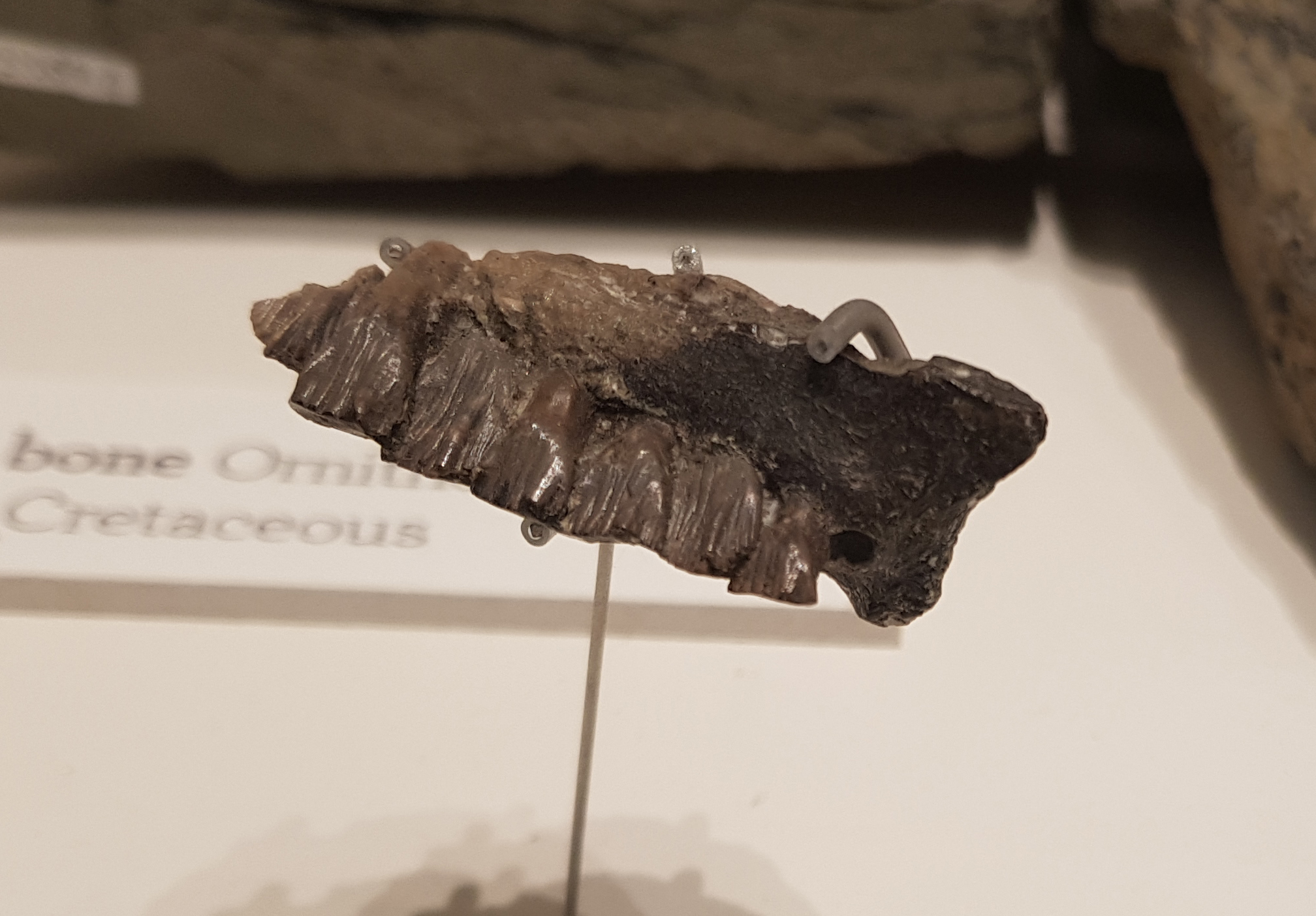
Frammento di mascella con denti

A. loadsi è noto anche per altri resti comprendenti varie ossa delle zampe, e sembrerebbe essere stato un veloce erbivoro bipede di almeno 2,5 metri di lunghezza, appartenente al gruppo degli ornitopodi elasmari.
Molto probabilmente era un animale terracqueo

## Distribuzione

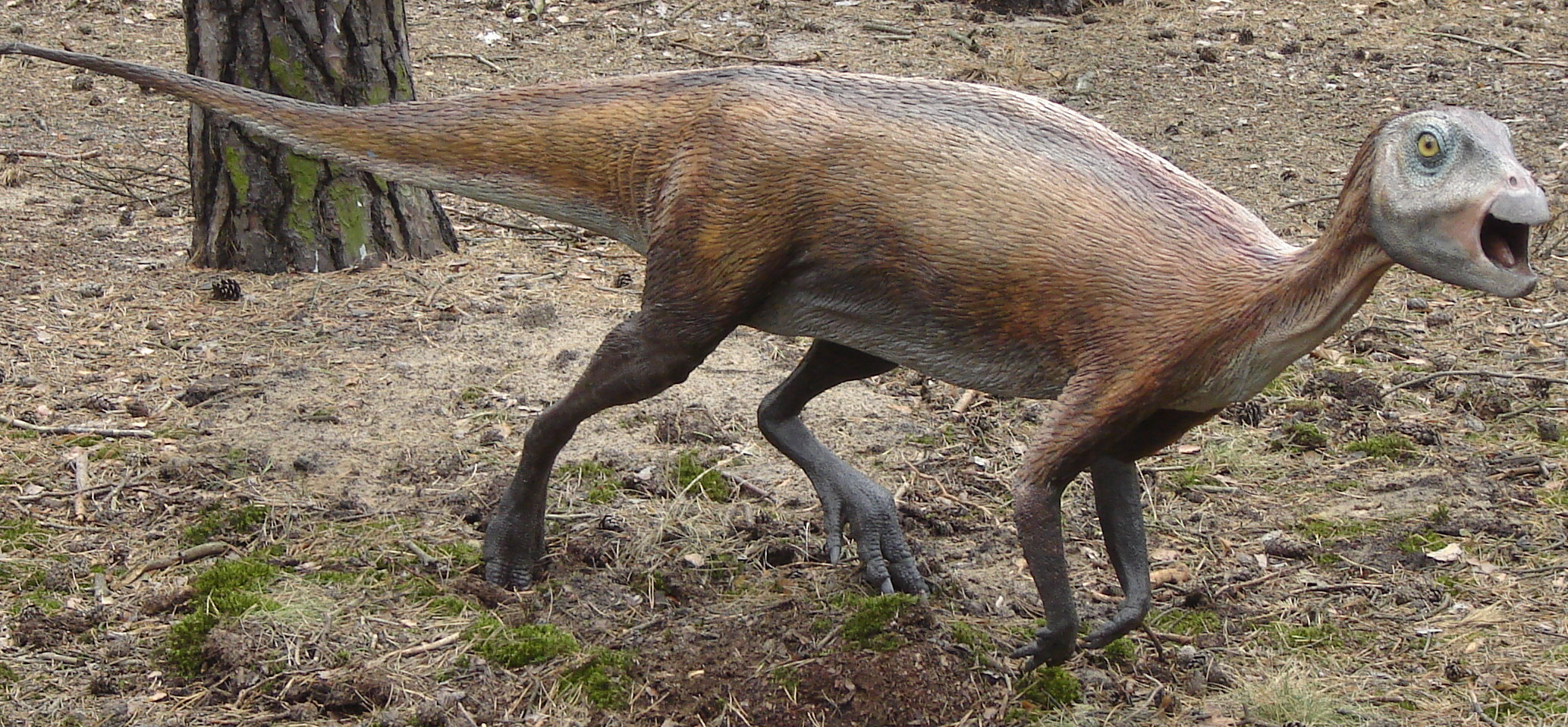
Ricostruzione museale di Atlascopcosaurus loadsi

A. loadsi fa parte dei cosiddetti “dinosauri polari”, ovvero quei dinosauri che vissero vicino al Polo Sud. Nel Cretaceo inferiore, infatti, la parte dell'Australia in cui è stato rinvenuto questo animale era molto più vicina all'Antartide di quanto non lo sia ora. Atlascopcosaurus è vissuto insieme ad altri dinosauri simili (Leaellynasaura, Qantassaurus).